# دیوردی کوسگی
دیوردی کوسگی (مجاری: György Kőszegi; ۱۲ سپتامبر ۱۹۵۰ – ۱۲ دسامبر ۲۰۰۱) وزنه‌بردار اهل مجارستان بود.